# قاضی کندی (ماه‌نشان)
قاضی کندی یک روستا در ایران است که در دهستان اوریاد واقع شده‌است. قاضی کندی ۳۶۹ نفر جمعیت دارد.